# Clivina basalis
Clivina basalis es una especie de escarabajo del género Clivina, familia Carabidae. Fue descrita científicamente por Chaudoir en 1843.
Esta especie habita en Indonesia, Nueva Guinea, Australia y Nueva Zelanda.